# 't Fonteintje (Koersel)
 't Fonteintje  of Koersels Kapelleke is de naam van een bedevaartsoord en recreatiepark aan de Fonteintjestraat enkele kilometers ten oosten van Koersel, een deelgemeente van de Belgische stad Beringen.

## Bedevaart
Een man met de naam Swartelbroeke was in 1826 verdwaald op de heide en had niets te drinken meer, zodat hij dreigde te sterven. Hij riep de Heilige Maria aan en daar ontsprong een bron. Toen hij daarvan dronk was hij weer kerngezond. Uit dankbaarheid plaatste hij een staak met een Mariabeeld, dat sindsdien Onze Lieve Vrouwe aan de Staak of Onze Lieve Vrouwe bij 't Fonteintje werd genoemd. Zo ontstond de bedevaart.
Er werd een kapel gebouwd, waarvan het oudste gedeelte, het koor, uit 1833 stamt. In 1939 werd de kapel vergroot naar een ontwerp van Karel Gessler. In de kapel zijn kleine glas-in-loodramen met simpel gebrandschilderd glas alsook een 18e-eeuws drievuldigheidsschilderij en kleine beeldhouwwerken uit hout. Rond de kapel is in 1900 een bescheiden processiepark en fontein aangelegd met cement-rustiek waar ook een openluchtmis kan worden gehouden.

## Galerij

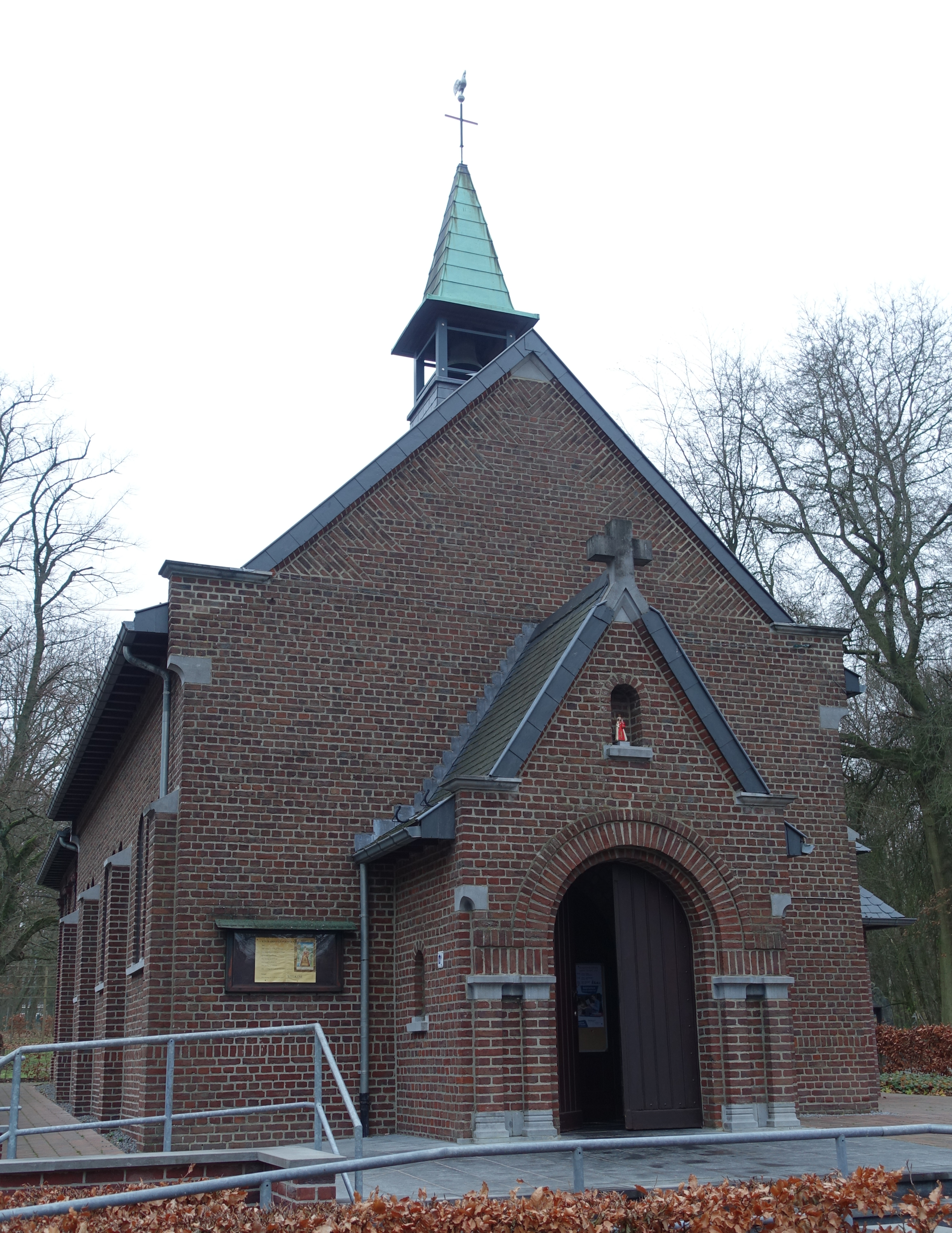
Kapel Onze-Lieve-Vrouw aan de Staak
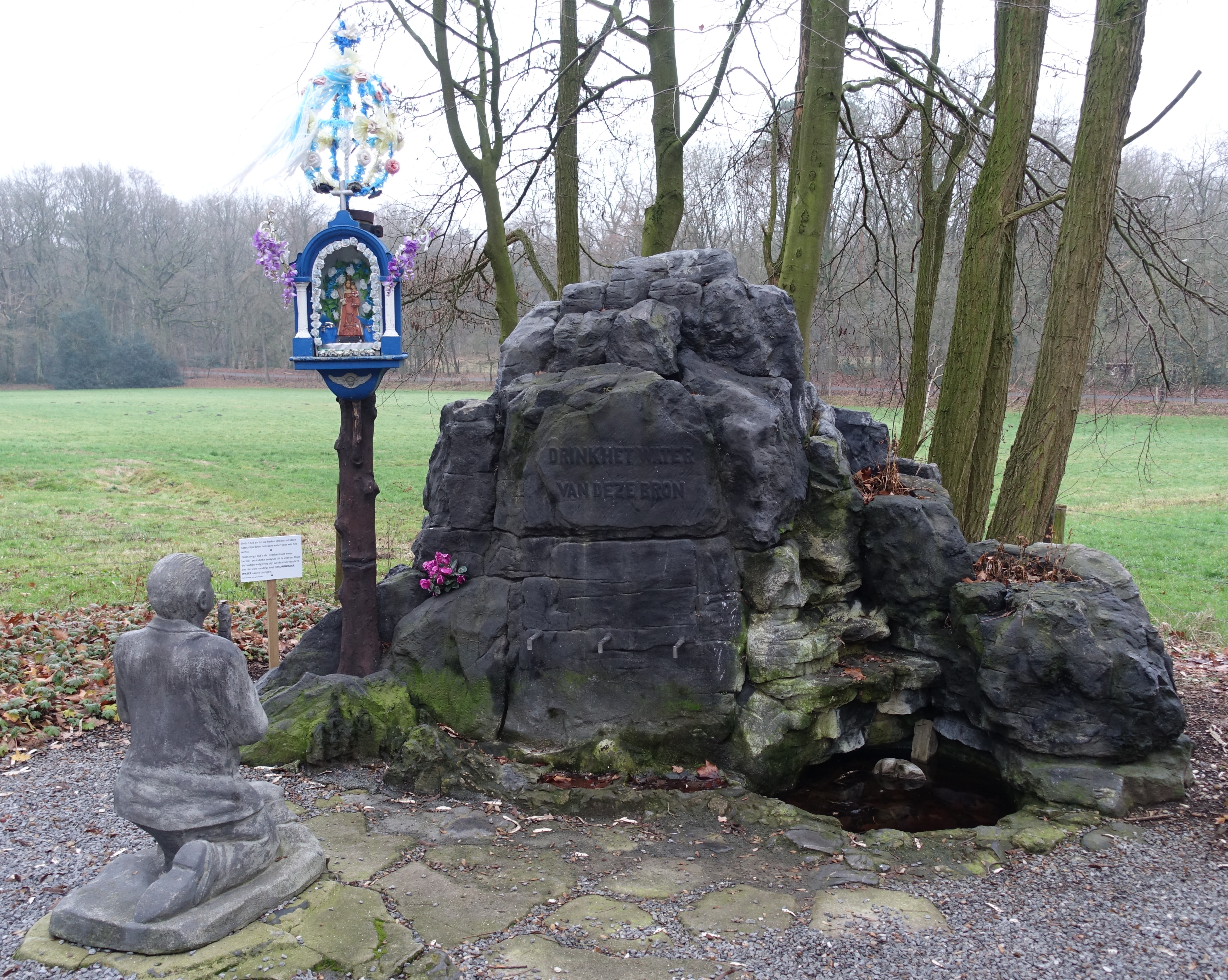
Bron 't Fonteintje bij de kapel
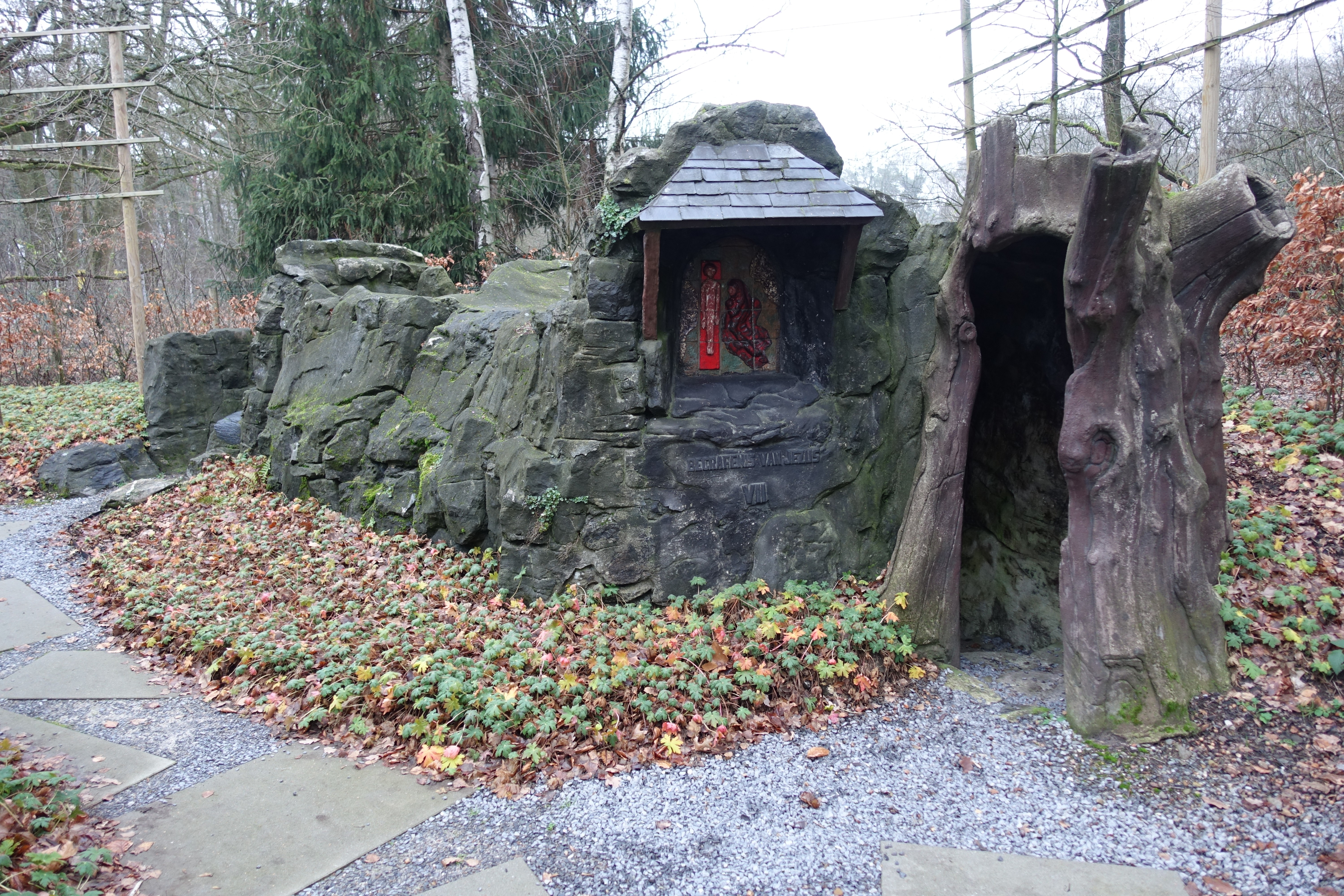
Rocaille (kunstrots) Graf van Jezus bij de kapel

Vaak is er discussie over de exacte naam van dit bedevaartsoord, Koersel Kapelleke vs Koersels Kapelleke. Beide naamgevingen worden gebruikt, maar etymologisch is enkel Koersels Kappelleke correct, gezien het gaat om het Kapelleke van Koersel, bijgevolg het Koersels Kapelleke.

## Natuur
Het bedevaartsoord bevindt zich in een groot natuurgebied, de Koerselse Heide ofwel 't Fonteintje, van 220 ha. Dit gebied is met naaldbos beplant maar tegenwoordig streeft men een meer afwisselend bos na. Naar het oosten toe lopen de wegen dood op het grote militaire terrein dat zich tussen Leopoldsburg en Hechtel bevindt. Tegenwoordig kunnen fietsers zich dwars door dit terrein over een speciaal aangelegd fietspad naar Hechtel begeven, hoewel alleen overdag zoals aangeduid door aanwijzingsborden. Men kan ook een pad naast de Zwarte Beek door het militair domein volgen, maar enkel tijdens het weekend en feestdagen.
In dit gebied bevindt zich aan de Grauwe Steenstraat het Bezoekerscentrum De Watersnip, waar ook informatie over de nabijgelegen Vallei van de Zwarte Beek wordt gegeven.

## Recreatie
Niet ver van de kapel beginnen een drietal wandelingen door het bosgebied en militair domein, ook is er een trimparcours uitgezet.
Verharde fietspaden leiden door de bossen en velden naar Stal, Heusden-Zolder en Hechtel-Eksel.
Er zijn een paar eetgelegenheden en een grote speeltuin met een in 1960 gebouwde 27,5 meter hoge uitkijktoren.